# Delia Nivolelli spumante
Le Delia Nivolelli spumante est un vin effervescent blanc de la région Sicile doté d'une appellation DOC depuis le 10 juin 1998. Seuls ont droit à la DOC les vins récoltés à l'intérieur de l'aire de production définie par le décret. Les vignobles autorisés se situent en province de Trapani dans les communes de Mazara del Vallo, Marsala, Petrosino et Salemi.

## Caractéristiques organoleptiques
- couleur : jaune paille plus ou moins intense avec des reflets verdâtres, fine mousse
- odeur : caractéristique, assez fruité, délicat
- saveur : sec, frais, harmonique,

Le Delia Nivolelli spumante se déguste à une température de 8 à 10 °C et il se boit jeune.

## Production
Province, saison, volume en hectolitres :
- pas de données disponibles